# Мамаев, Айхан
Айхан Мамаев (азерб. Ayxan Mamayev; род. 3 декабря 1991, Баку) — азербайджанский каратист. Чемпион Азербайджана, чемпион Европы и мира среди молодёжи, золотой призер Европейских игр, золотой призер III и IV Игр исламской солидарности.

## Биография и спортивная карьера
По происхождению — турок-ахыска. Впервые начал заниматься карате в 7 лет. Спустя полгода выиграл первую медаль (бронзу).
Впервые в 2008 году в 17 лет он стал чемпионом Азербайджана.
В 2011 году в Малайзии (Малакка) в возрасте 19 лет в категории до 78 кг стал чемпионом мира среди молодежи.
В 2012 году в Баку стал чемпионом Европы среди молодежи в категории до 78 кг, и перешел во взрослые.
На чемпионате Европы по карате 2012 года (Тенерифе, Испания) на своих первых соревнованиях среди взрослых
завоевал серебряную медаль в весовой категории 84 кг.
На чемпионате мира по карате 2012 (Париж, Франция) завоевал бронзовую медаль в категории до 84 кг. В том же году стал одним из 10 спортсменов года.
В 2013 году выиграл золотую медаль на III Играх исламской солидарности (Палембанг, Индонезия).
В 2014 году сделали операцию на левом колене.
Айхан Мамаев принял участие в первых Европейских играх 2015 года. В катеогрии до 84 кг победил в финальном матче Гоэгиоса Цаноса из Греции со счетом 1: 1 и завоевал золотую медаль первых Европейских игр. За этот успех Айхан Мамаев был награжден Орденом Славы.
Айхан Мамаев принял участие в IV Играх исламской солидарности в 2017 году. В категории до 84 килограммов в финале победил Алпарслана Яманоглу из Турции со счетом 1: 0 и завоевал золотую медаль.
Чемпион Азербайджана по карате 2022 года.